# Biện phu nhân
Vũ Tuyên Biện Hoàng hậu (chữ Hán: 武宣卞皇后; 30 tháng 12, 159 – 9 tháng 7, 230), còn gọi là Biện phu nhân (卞夫人), là kế thê của Ngụy Vũ Đế Tào Tháo, người đặt cơ sở hình thành nhà Tào Ngụy thời Tam Quốc trong lịch sử Trung Quốc.
Bà là sinh mẫu của Tào Phi, Tào Chương, Tào Thực và Tào Hùng. Trong đó, Tào Phi về sau trở thành người thừa kế của họ Tào, tức Ngụy Văn Đế lập ra nhà Tào Ngụy. Còn Tào Thực là một thi nhân nổi tiếng nhất nhì trong văn đàn văn học Trung Hoa.

## Tiểu sử
Biện phu nhân tên không rõ, vốn là người huyện Khai Dương, quận Lang Nha (nay là phía bắc Lâm Nghi, tỉnh Sơn Đông), được sinh ra ở Tề quận (nay là Tế Nam). Cha bà là Biện Viễn (卞远), Nhà của bà rất nghèo, tương truyền, Biện thị được sinh ra vào tháng 12, khi sinh hạ bà, bỗng trong phòng xuất hiện thứ ánh sáng màu vàng rực rỡ. Cha mẹ lấy làm lạ, bèn mời một vị thầy bói có tiếng trong vùng đến xem giúp. Thầy bói xem xong liền phán "Cũng có cát lợi, tương lai nhất định sẽ gặp phú quý". Lời thầy bói nói thoạt tiên không ứng nghiệm, do gia cảnh ngày càng khốn khó, Biện thị bị đẩy vào chốn lầu xanh, làm nghề ca múa (xướng gia; 倡家), về sau lưu lạc tới huyện Tiêu nước Bái (nay là Hào châu, An Huy).
Đến lúc này, thì lời tiên đoán năm nào của thầy bói bắt đầu linh ứng. Năm 20 tuổi, Biện thị nhan sắc mỹ lệ, dung mạo đoan trang, yểu điệu thục nữ, được Tào Tháo nạp làm thiếp, cùng ông phiêu bạt khắp chốn. Lúc đó Tào Tháo đang làm Huyện lệnh Đốn Khâu. Bà lần lượt sinh ra 4 người con trai nổi tiếng tài giỏi cho Tào Tháo là Tào Phi, Tào Chương, Tào Thực và Tào Hùng; và hai con gái là Tào Tiết và Tào Hoa.
Biện phu nhân xuất thân bần hàn, tính cách hết sức khiêm nhường nhưng bản lĩnh lớn, tính tình bình tĩnh, mạnh mẽ và quyết đoán. Năm Sơ Bình nguyên niên (190) thời Đông Hán, khi đó bà vừa 31 tuổi. Tào Tháo khi đó trốn chạy khỏi chỗ Đổng Trác, có tin đồn đại Tào Tháo đã chết, bọn người nhà nô tì hết sức sợ hãi, khóc ròng, bảo nhau thu dọn trở về quê cũ. Biện thị mặt lạnh như tiền, bình tĩnh bảo rằng: "Tào quân lành dữ chưa biết, bây giờ các ngươi về quê, ngày mai lão gia trở lại, các ngươi liệu còn mặt mũi nào mà nhìn lão gia lần nữa?" Mọi người nghe xong, tự thấy xấu hổ, lại quay lại thu xếp việc nhà như bình thường.  Sau này Tào Tháo biết chuyện, trong lòng hết sức cảm phục bà.
Dù xuất thân là kĩ nữ nhưng Biện phu nhân luôn khiến người khác kính trọng bởi sự đỗi đãi rất ân cần, chu đáo với cả người thân cũng như kẻ hầu người hạ. Bà còn là một người phụ nữ hiền đức, độ lượng, là người mẹ, người vợ đảm đang.
Chính thất của Tào Tháo là Đinh phu nhân thường tỏ ra coi thường người vợ lẽ, nên đối đãi với Biện thị không hề khoan hậu. Nhưng Biện thị lại nhẫn nhịn khiêm cung, không so đo tính toán, dù được Tào Tháo sủng ái, bà vẫn an phận thủ thường, hoàn toàn không hề tỏ ra kiêu ngạo. Đinh phu nhân nuôi được con trai là Tào Ngang (曹昂). Sau khi Tào Ngang chết, Đinh phu nhân thường gây gổ với Tào Tháo và bỏ về nhà mẹ đẻ. Nhiều lần Tào Tháo xuống nước, đến tận nhà xin lỗi và muốn đón về, Đinh thị vẫn không chịu. Biện thị thường nhân lúc Tào Tháo không có nhà, đón Đinh thị về khoản đãi chu đáo. Khi Tào Tháo sắp về, bà thấy Đinh thị không chịu làm lành với Tào Tháo, lại tiễn về nhà ngoại.
Đối với Đinh phu nhân, Biện thị luôn tỏ ra cung kính, lấy lễ đối đãi. Khi dùng bữa, bà lui về vị trí vợ lẽ, nhường lại chiếc ghế chính thất cho Đinh phu nhân, còn bản thân thì ngồi ở bên cạnh. Bà không nhớ tới những lời ác ý trước kia khiến Đinh phu nhân vô cùng áy náy: "Tôi đã là người ly dị, phu nhân hà tất phải ân cần với tôi như vậy?".
Vài năm sau khi Đinh phu nhân qua đời, Tào Tháo cảm khái vì không còn cơ hội chuộc tội, trong lòng vô cùng áy náy và thương tâm. Biện thị thấu hiểu tâm tư của chồng nên đã chủ động lo liệu tang sự, lại thỉnh cầu Tào Tháo theo lễ an táng Đinh phu nhân, sau này chôn tại phía nam thành Hứa Xương.
Ngoài Tào Ngang, Đinh thị còn có một người con gái (sau là Thanh Hà công chúa), vẫn ở lại nhà Tào Tháo. Biện thị giúp Tào Tháo nuôi dạy người con gái tử tế, rồi khi trưởng thành mang gả cho con trai thứ hai của Hạ Hầu Đôn là Hạ Hầu Mậu (夏侯楙). Tam quốc diễn nghĩa kể rằng Hạ Hầu Mậu là con của Hạ Hầu Uyên.
Với những người vợ của Tào Tháo, bà không hề ghen ghét, ganh tị, thậm chí còn đối xử tốt với họ, đặc biệt là đối đãi rất tốt với con của các tì thiếp khác của chồng. Biện phu nhân tuy sống trong giàu sang, không thiếu quyền thế và phú quý, nhưng lại cần kiệm hết sức, bà không bao giờ mặc lụa gấm đắt tiền, trang sức hay ăn đồ sơn hào hải vị. Chính vì thế mà lúc nào Tào Tháo cũng cảm phục bà. Sau này, bà còn là người phò tá các đời vua, từ chồng mình tới con mình, rồi cháu của mình.
Có một lần nghe tin Biện phu nhân rất thèm mận xanh của quê hương, Tào Tháo lập tức cử người tới Sơn Đông lấy giống về trồng ngay trong hậu viện nhà mình. Đến ngày cây mận chín tỏa hương gần xa, Biện phu nhân vô cùng cảm động.
Một lần, Tào Tháo mang về vài đôi hoa tai tinh mỹ, bèn đưa cho Biện phu nhân để bà tự tay chọn trước. Biện phu nhân chỉ chọn một đôi loại trung. Tào Tháo thấy lạ bèn hỏi vì sao nàng không chọn đôi đẹp nhất? Bà đáp: "Chọn thứ tốt nhất thì là tâm tham, chọn thứ kém nhất chính là dối lòng mình. Vậy nên thiếp chọn thứ ở giữa".
Khi Tào Tháo chọn Tào Phi làm người kế vị, triều thần hai bên đều chúc mừng Biện phu nhân, kiến nghị bà hãy ban thưởng tài vật để mọi người cùng chia sẻ đại hỷ này. Nhưng không ngờ Biện phu nhân chỉ điềm nhiên cười rồi nói: "Tào Phi được lập làm thế tử chỉ vì anh trưởng đã không còn, hơn nữa, hai mẹ con tôi không có công lao gì, có gì đáng để chúc mừng đâu?"
Tào Tháo nghe xong đã hết lời khen ngợi Biện phu nhân: "Tức giận mà không đổi sắc, vui mừng mà không thất tiết, làm được việc này thật là khó lắm thay".
Năm Kiến An thứ 21 (216), Tào Tháo tự xưng là Ngụy vương (魏王). Năm thứ 24 (219), Biện phu nhân được phong là Vương hậu của nước Ngụy. Tào Tháo khen ngợi rằng Biện phu nhân "có đức của bậc mẫu nghi". Từ đó các thê thiếp của Tào Tháo và hậu cung đều quy về Biện phu nhân cai quản. Biện phu nhân cung kính tận tụy, cư xử chuẩn mực, biết căng biết chùng, hiền từ nhân hậu, sống vô cùng hòa thuận với các thê thiếp khác của chồng. Khi bà theo đoàn quân hành quân chinh chiến, mỗi khi gặp bậc lão niên tóc trắng bạc phơ, bà luôn dừng xe và bước xuống cúi chào, sau đó ân cần thăm hỏi và biếu tặng lụa là cho các cụ già. Có lúc, bà không cầm lòng được nên nước mắt đầm đìa: "Chao ôi, chỉ tiếc là phụ mẫu của ta đã không còn trên cõi đời nữa rồi!".
Năm Kiến An thứ 25 (220), mùa xuân, Tào Tháo qua đời, Thế tử Tào Phi lên thay ngôi Ngụy vương, Biện thị trở thành Vương thái hậu (王太后). Tháng 10 năm đó, Tào Phi giành ngôi của Hán Hiến Đế, xưng làm Hoàng đế, lập ra Tào Ngụy. Biện thái hậu trở thành Hoàng thái hậu, ngự ở Vĩnh Thọ cung (永壽宮), bà trở thành vị Thái hậu đầu tiên của nhà Tào Ngụy.

## Cuối đời
Trong 4 người con của Biện thái hậu, người con lớn nhất là Ngụy Văn Đế Tào Phi; người con thứ 2 là Tào Chương, viên tướng có tài trong quân đội họ Tào; người con thứ 3 là Tào Thực nổi tiếng về văn thơ; người con thứ 4 là Tào Hùng.
Cuối đời, Biện Thái hậu chứng kiến cảnh bất hòa giữa 4 người con trai, chủ yếu là sự chèn ép các em của Tào Phi.
Tào Chương tuy được phong Vương nhưng không lâu sau bị triệu vào kinh thành Lạc Dương và tới năm 223 thì chết một cách đột ngột. Sách Ngụy Tấn thế thuyết cho rằng, khi Tào Chương cùng Tào Phi đánh cờ trong gác lầu của Biện thái hậu, bị Tào Phi cho ăn táo có độc. Người hầu mang nước đến cho Tào Chương uống bị Tào Phi sai đập vỡ bầu nước, Biện thái hậu vội đi chân không chạy ra giếng múc nước cho con thứ, nhưng không tìm được gàu múc. Vì vậy Tào Chương trúng độc qua đời. Người con trai tài hoa là Tào Thực cũng bị Tào Phi giáng tước. Sau đó, dù được thăng lên tước Vương nhưng cũng bị người của Tào Phi giám sát chặt chẽ.
Năm Hoàng Sơ thứ 7 (226), Tào Phi qua đời khi mới 40 tuổi, con là Tào Duệ lên nối ngôi, tức là Ngụy Minh Đế. Biện thái hậu được tôn là Thái hoàng thái hậu. Bà đề nghị cháu nội Tào Duệ quan tâm tới người con út của Tào Tháo và người vợ thứ là Triệu cơ, tên là Tào Mậu (曹茂; tức là chú của Tào Tuấn). Ngụy Minh Đế bèn phong cho Tào Mậu làm Liêu Thành công (聊城公), sau cải phong Khúc Dương vương (曲阳王).
Năm Thái Hòa thứ 4 (230), ngày 9 tháng 7, Biện thái hoàng thái hậu qua đời tại kinh thành Lạc Dương, thọ 71 tuổi. Tuy không phải vợ cả, xuất thân hèn kém nhưng bà lại là người vợ có danh vọng nhất của Tào Tháo. Bà được truy tôn là Vũ Tuyên hoàng hậu (武宣皇后) và hợp táng với Tào Tháo tại Cao Lăng (高陵).

## Trong Tam Quốc diễn nghĩa
Biện phu nhân ít được nhắc tới trong tiểu thuyết Tam quốc diễn nghĩa của La Quán Trung. Hình ảnh Biện phu nhân bình tĩnh tin ở Tào Tháo còn sống trong biến loạn không được La Quán Trung nhắc đến.
Tại hồi 79, Biện thái hậu chứng kiến cảnh Tào Phi bức ép Tào Thực làm bài thơ 7 bước, nếu không sẽ xử tội. Khi nghe Tào Thực làm xong bài thơ bi phẫn, ví cảnh cành đậu làm củi đun hạt đậu trong nồi như anh em trong nhà tàn hại lẫn nhau, Biện thái hậu rất đau lòng, chạy ra trách móc Tào Phi. Trên thực tế đây chỉ là hư cấu của La Quán Trung – tác giả lấy nhà Hán làm chính thống và luôn phê phán phe Tào Ngụy. Bài thơ bảy bước không có thật trong lịch sử. Dù Tào Phi đối xử không tốt với Tào Thực nhưng chưa từng dồn Tào Thực tới đường cùng.

## Gia quyến
Chồng: Tào Tháo
Con: Tào Ngụy Văn Đế
Tào Chương
Tào Thực
Tào Hùng
Tào Tiết
Tào Hoa
Anh/chị/em: Biện Bỉnh